# Ik weet het beter
Ik weet het beter was een Nederlandse televisiequiz van de Evangelische Omroep. Hij werd gepresenteerd door Bert van Leeuwen.

## Spelverloop
Eén kandidaat, de uitdager, speelt tegen vier andere kandidaten. Hij of zij kiest een van vijf categorieën waar twee verschillende opgaven bij horen. Bij de eerste horen in totaal tien vragen die op het scherm zichtbaar zijn. Aan de kandidaten wordt gevraagd hoeveel van de tien zij denken goed te kunnen beantwoorden. Dit blijft op dat moment geheim voor alle spelers. De uitdager kiest dan willekeurig een kandidaat om het tegen op te nemen. Dan wordt er getoond hoeveel de niet-gekozen kandidaten er goed denken te maken en als laatste de score van de gekozen kandidaat. De uitdager kan dan zeggen het beter te weten dan de kandidaat of de beurt aan de kandidaat geven. Heeft een kandidaat bijvoorbeeld gezegd dat hij of zij acht opgaven denkt goed te hebben, dan mag hij of zij slechts twee fouten maken. Zegt de uitdager het beter te weten, dan mag hij of zij slechts één fout maken. Naast een fout antwoord geldt ook overschrijding van de bedenktijd van zes seconden als fout. Na de vraag hebben de uitdager en de kandidaat een groen of rood driehoekje, afhankelijk van wie de vraag goed of fout had.
Bij het tweede onderdeel wordt een aantal gevraagd, bijvoorbeeld hoeveel landen die eindigen op -land. De uitdager en de kandidaat bieden tegen elkaar op tot de een de opdracht aan de ander laat. Deze persoon moet dan in een halve minuut dit aantal noemen. Het aantal foute antwoorden maakt hierbij niet uit.
Wanneer een van de kandidaten de vragen beter speelt dan de uitdager, wordt diegene de nieuwe uitdager. Speelt de uitdager de vragen echter beter dan de kandidaat, dan valt deze af en blijft de huidige uitdager staan. 
Bij een gelijke stand volgt er een tiebreak. De presentator stelt een tweekeuzevraag waar maar één antwoord mogelijk is. Degene die een fout antwoord geeft, valt af. Als alle vragen in een categorie gesteld zijn, volgt er nog een tiebreak. 
De kandidaat die als laatste overblijft speelt de finale. Hierbij wordt alleen het eerste type opgave gespeeld. Elk goed antwoord levert 200 gulden op. Het geld dat iemand wint, gaat naar een goed doel.